# Herman Melville
Herman Melville (New York, 1º agosto 1819 – New York, 28 settembre 1891) è stato uno scrittore, poeta e critico letterario statunitense, autore nel 1851 del romanzo Moby Dick, considerato uno dei capolavori della letteratura americana.

## Biografia
Nacque a New York il 1º agosto del 1819, figlio di Allan Melville e Maria Gansevoort.
Herman Melville ricevette la prima istruzione a New York, dove il padre Allan, ricco commerciante, stimolò con i suoi racconti il desiderio d'avventura del suo secondogenito. La vita della famiglia trascorse agiata fino all'estate del 1830, quando il padre subì un tracollo finanziario, dichiarò bancarotta e manifestò una malattia psichica che lo portò alla morte. Dopo questo evento, che lasciò segni indelebili in Melville, la famiglia (composta di otto figli tra fratelli e sorelle), ridotta in povertà, si trasferì nel villaggio di Lansingburgh, sul fiume Hudson. Qui Herman lasciò definitivamente la scuola; dapprima lavorò nell'azienda di uno zio, poi nel negozio del fratello maggiore, infine come insegnante.

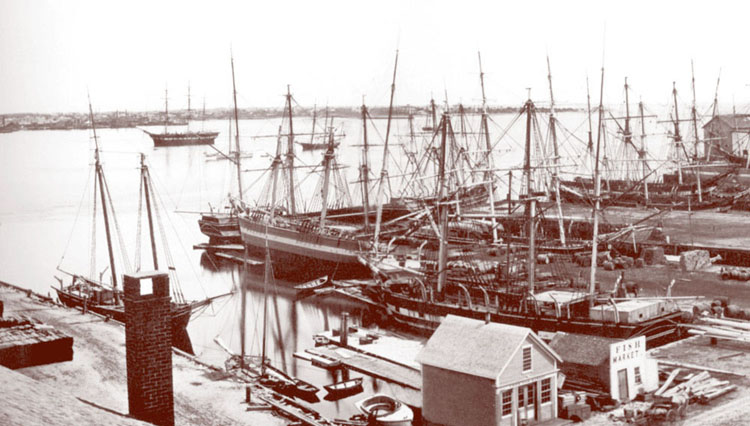
Il porto di New Bedford nel 1867

L'irrequietezza di Herman e il desiderio di essere economicamente indipendente, nonché la mancanza di una prospettiva lavorativa, lo spinsero nel giugno 1839 a imbarcarsi come mozzo su una nave ancorata al porto di New York e in partenza per Liverpool, la "St. Lawrence". Fece la traversata, visitò Londra e ritornò con la stessa nave. Redburn: il suo primo viaggio (Redburn: His First Voyage), pubblicato nel 1849, si ispira a questa esperienza.
La lettura di Due anni a prora (Two Years Before the Mast) di Richard Henry Dana Jr. contribuì probabilmente a ridestare in Melville il desiderio di viaggiare. Il libro, pubblicato nel 1840, descriveva la dura vita da marinaio semplice di uno studente di legge. Melville si arruolò di nuovo come marinaio e il 1º gennaio 1841 partì dal porto di New Bedford (Massachusetts) sulla baleniera "Acushnet", diretta verso l'oceano Pacifico. Non abbiamo informazioni dirette riguardo a questo viaggio di diciotto mesi, per quanto il romanzo sulla baleniera Moby Dick; ovvero, la balena rielabori probabilmente molti ricordi dell'esperienza a bordo della "Acushnet". Una volta a Nuku Hiva, nelle Isole Marchesi, Melville disertò con un compagno. Il romanzo Typee e la sua continuazione, Omoo, riguardano questa vicenda, anche se in forma romanzata.

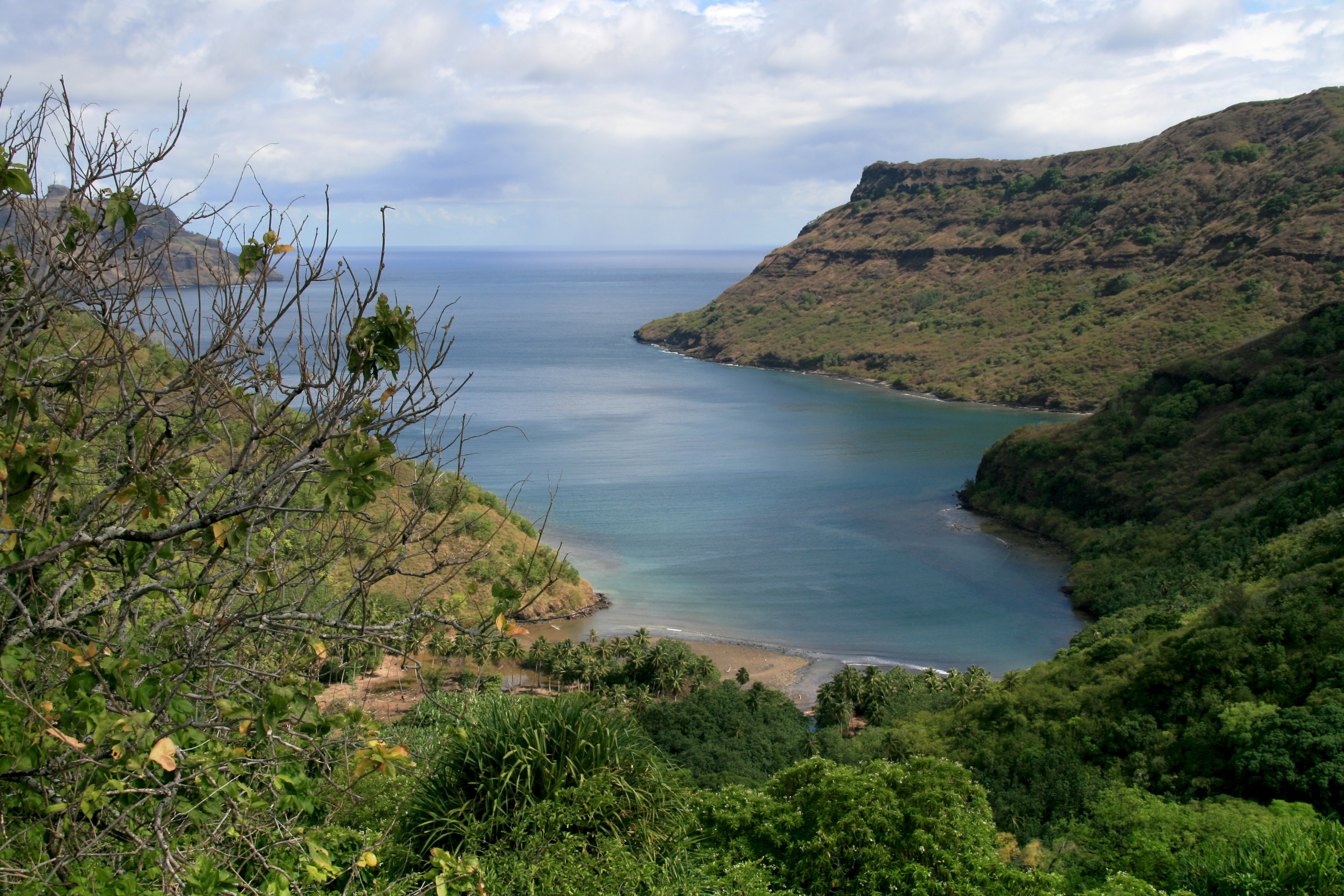
Nuku Hiva, isola delle Marchesi e ambientazione di Typee

Omoo è ambientato a Tahiti e Moorea ed è la storia quasi biografica delle disavventure di un marinaio disertore tra polinesiani e coloni bianchi.
Dopo un soggiorno alle Isole della Società e l'imbarco su due baleniere, Melville raggiunse le Hawaii nell'aprile del 1843. Vi restò quattro mesi facendo diversi lavori. Nell'agosto 1843 si arruolò sulla fregata americana "United States" che, dopo aver fatto scalo in Perù, raggiunse Boston nell'ottobre 1844. La "United States" servì da modello alla "Neversink" ("L'inaffondabile") nel romanzo Giacchetta bianca, o il mondo visto su una nave da guerra (White Jacket: or, The World in a Man-of-War). Così tre dei libri di Melville (Typee, Omoo e Giacchetta bianca) sono schiettamente autobiografici, mentre Moby Dick lo è indirettamente. Redburn si colloca tra queste due tipologie; Mardi, romanzo filosofico scritto tra Omoo e White Jacket, parte dall'esperienza dei Mari del Sud per divenire presto un lungo viaggio conoscitivo e satirico sul modello de I viaggi di Gulliver e altri classici che Melville andava via via scoprendo con entusiasmo da neofita.

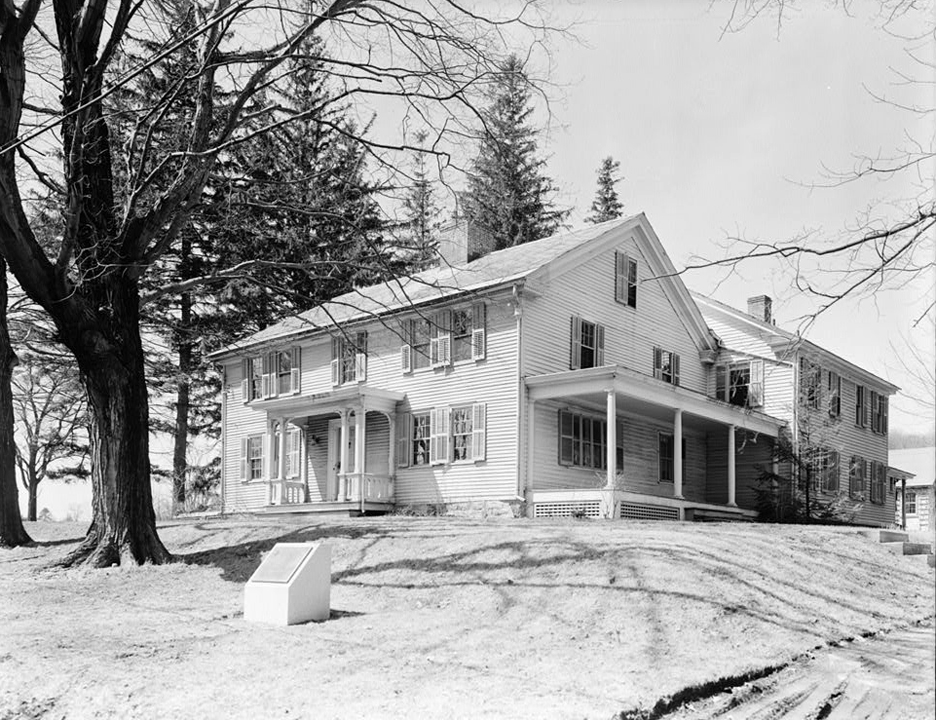
Arrowhead, la casa di Melville a Pittsfield, 1934

Con il rientro a Boston finirono le avventure marinaresche e iniziarono quelle letterarie e famigliari. Il 4 agosto 1847 Melville sposò Elizabeth Shaw a Boston. Lizzie Melville, donna intelligente, mite e affettuosa riuscì, nonostante il carattere via via più scontroso e malinconico del marito, a stabilire con lui forti legami. Ebbero due figli maschi, entrambi premorti al padre, e due femmine. Melville abitò a New York fino al 1850, anno in cui acquistò una fattoria a Pittsfield (Massachusetts) occidentale; nel febbraio del 1850 pose mano a Moby Dick, che terminò e pubblicò nel 1851. Restò a Pittsfield tredici anni, impegnato a scrivere e a dirigere la fattoria. In vari racconti, fra cui Io e il mio camino (I and My Chimney), Montagna d'ottobre (October Mountain), Cock-A-Doodle-Doo! (Chicchirichì!) e La Veranda (The Piazza), Melville offre immagini della non facile vita a Arrowhead (nome che diede alla fattoria) e della campagna circostante. Il suo racconto più celebre, Bartleby lo scrivano (1853), è invece ambientato a New York.

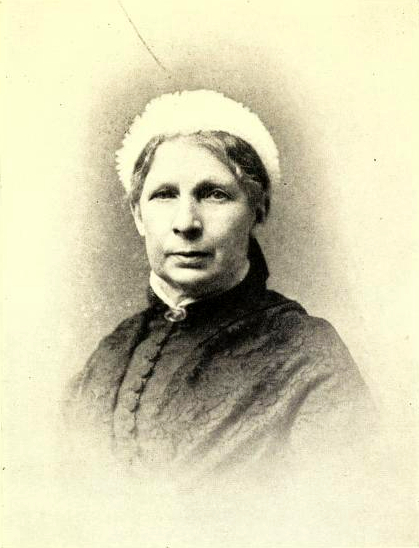
Elizabeth Shaw Melville

Dopo i successi di Typee e Omoo le sue opere furono accolte con favore decrescente e non gli consentirono più di mantenere la famiglia. Per questo, e forse per l'affaticamento dovuto all'intensa attività letteraria, dal 1857 Melville cessò di pubblicare narrativa e dipese economicamente dal suocero, autorevole giudice del Massachusetts. Fra il 1856 e il 1857 compì un viaggio solitario in Inghilterra, dove visitò l'amico Hawthorne, e in Palestina. Al rientro, nella primavera del 1857, sostò una settimana a Napoli e a Vico Equense e un mese a Roma; fu anche a Genova e a Venezia, fu a Padova dove rimase molto impressionato dalla scultura La caduta degli angeli ribelli attribuita ad Agostino Fasolato, su questa opera fece una conferenza a Cincinnati nel 1858. Rientrato in patria, tentò dal 1857 al 1860 l'attività di conferenziere itinerante. I suoi argomenti erano le opere d'arte che aveva visto in Europa e le meraviglie dei mari del Sud. Ma non riscosse il successo sperato essendo, a quanto sembra, privo dell'arte di interessare gli ascoltatori.
Nel 1866 ottenne un impiego come ispettore doganale nel porto di New York, lavoro che esercitò con rassegnazione fino al 1885. In questo periodo diede alle stampe una raccolta di poesie ispirate alla Guerra di secessione americana (1866) e pubblicò a spese del suocero un lungo poema, Clarel (1878), liberamente ispirato al suo soggiorno in Palestina.

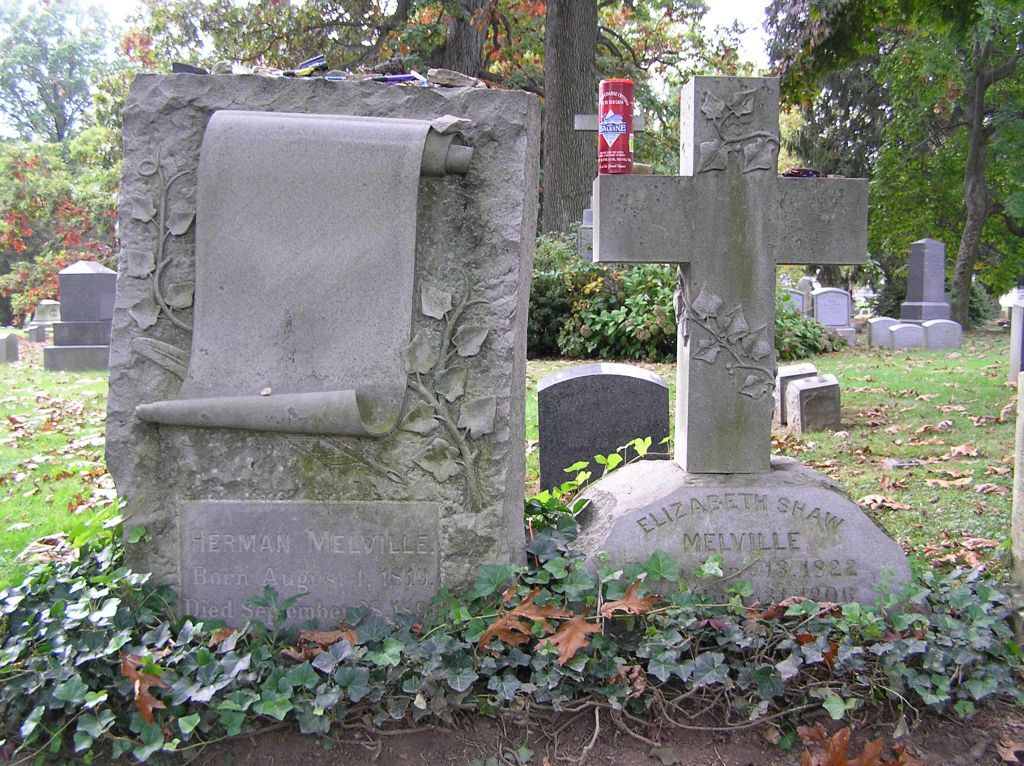
La sepoltura dei coniugi Melville

Nel 1867 il primogenito Malcolm, nato nel 1849, si uccise in casa dei genitori con un colpo di pistola. Il secondogenito, Stanwix (1851-1886), morì più tardi a San Francisco, dopo una vita errabonda. Solo la quartogenita, Frances (1855-1938), si sposò ed ebbe quattro figlie, che ricordavano un nonno molto assorto nei suoi pensieri. Fra le nipoti, Eleanor Melville Metcalf curò un volume di lettere e documenti famigliari: Herman Melville: Cycle and Epicycle.
Nel 1890 Melville subì un attacco di erisipela. Il 19 aprile 1891 portò a termine il manoscritto dell'ultimo breve romanzo, Billy Budd, ma in seguito lo riprese ancora in mano, lasciandolo inedito alla morte. Morì a New York il 28 settembre 1891 e fu sepolto nel Woodlawn Cemetery nel Bronx.
Nel 1892 furono pubblicate, a cura di Arthur Stedman, nuove edizioni dei suoi quattro romanzi di maggior successo: Typee, Omoo, White-Jacket e Moby Dick.

## I romanzi
I primi romanzi, narrazioni di avventure nei mari del Sud, conobbero un notevole successo, facendo di Melville uno dei più noti autori di storie marinaresche. Ma la sua popolarità declinò dopo la pubblicazione di Moby Dick (1851), che pure fu accolto con favore dai recensori, specie inglesi. Alla sua morte, Melville era quasi completamente dimenticato, anche se diversi suoi romanzi erano regolarmente ristampati.

### Moby Dick: il capolavoro

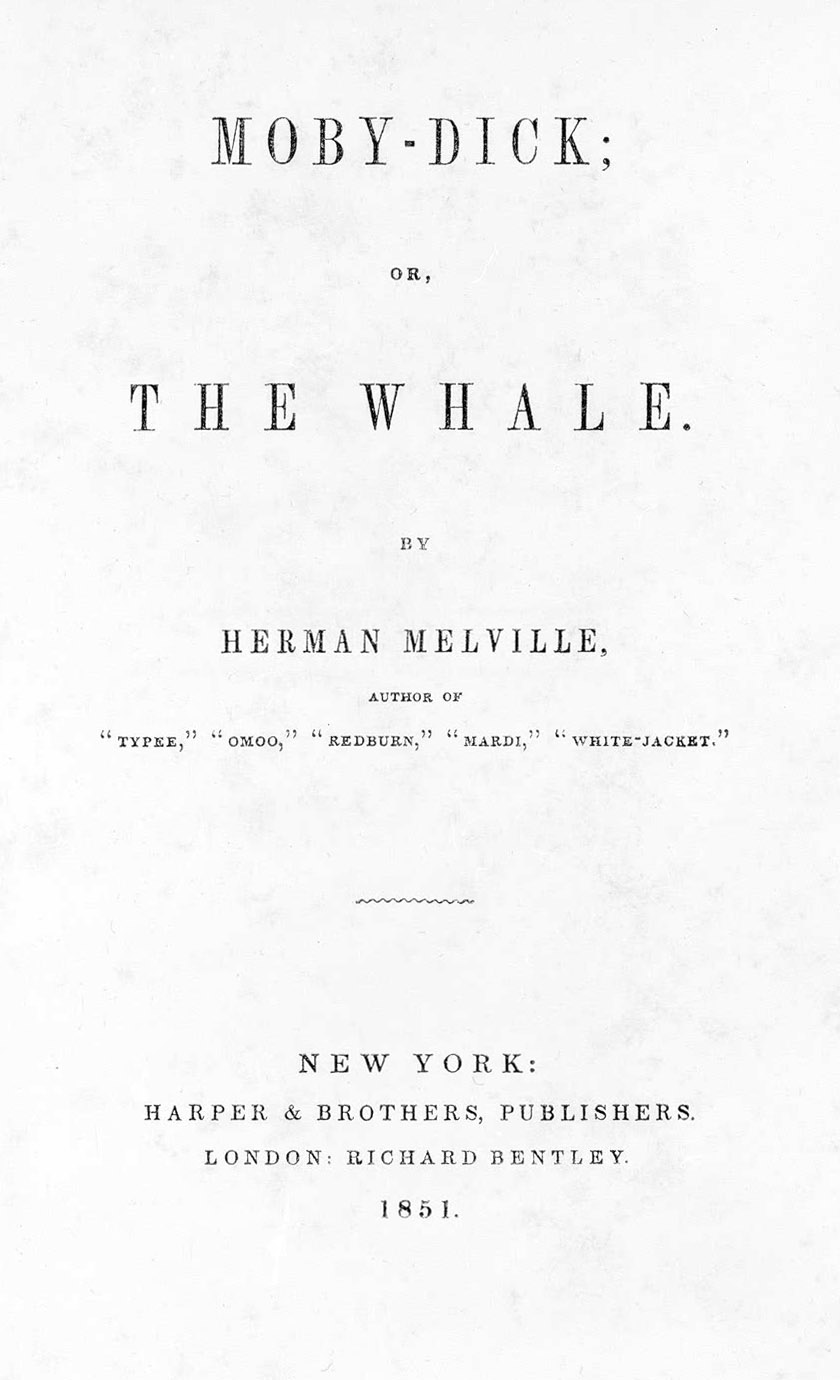
Il frontespizio originale del capolavoro di Melville

Moby Dick del 1851, da molti ritenuto il capolavoro di Melville, fu riscoperto nel 1921 grazie a una biografia di Raymond Weaver. Oggi è considerato una delle opere fondamentali della letteratura mondiale.
Melville era amico di Nathaniel Hawthorne e le sue opere furono ispirate dalla produzione più tarda di quest'ultimo; Moby Dick è dedicato a Hawthorne.

### Opere varie
Il romanzo breve Billy Budd, scritto dopo circa trenta anni da Moby Dick, rimasto inedito e non del tutto finito alla morte di Melville, fu pubblicato nel 1924 e fu presto ritenuto un classico. Due compositori, Giorgio Federico Ghedini e Benjamin Britten, ne hanno ricavato opere per il teatro musicale.
Tra le opere di Melville vi sono anche i romanzi Taipi, Omoo, Giacchetta bianca (White-Jacket), Pierre o delle ambiguità (Pierre: or, The Ambiguities), L'uomo di fiducia (The Confidence Man) (che è stato interpretato come una critica alla filosofia ottimista di Ralph Waldo Emerson), numerosi racconti e alcune opere poetiche. Il racconto Bartleby lo scrivano (Bartleby the Scrivener) è uno dei suoi scritti più celebri e discussi, spesso considerato un precursore dell'esistenzialismo e della letteratura dell'assurdo.
Il romanzo breve del 1855 Benito Cereno è una delle poche opere dell'Ottocento letterario americano che si occupa della tratta degli schiavi, raccontando la storia di un ammutinamento realmente avvenuto e prendendosi gioco dei pregiudizi egalitari del capitano americano (che mette in salvo il collega spagnolo vittima dell'ammutinamento).
Il carteggio fra Melville e Hawthorne rappresenta uno dei nodi più affascinanti e problematici della letteratura dell'Ottocento. Se pur breve e incompleto (Melville distrusse le lettere dell'amico), esso ci consente di seguire la crisi artistica dell'autore di Moby-Dick negli anni decisivi e più inquieti della letteratura americana. È questa un'evoluzione sofferta che riflette le svolte cruciali della carriera di Melville, dalle vette di Moby-Dick e Pierre all'impasse della Storia di Agatha, un progetto mai portato a termine che Melville delinea nelle ultime lettere a Hawthorne, sollecitando l'amico a una sòrta di creazione vicaria. Ed è proprio sulla scia della storia di Agatha - la storia inconclusa e inconclusiva della donna abbandonata e derelitta - che Melville riorienta radicalmente la propria arte uscendo dallo stallo creativo per assumere il ruolo di critico spietato e corrosivo della coscienza nazionale.

### La poesia
Melville pubblicò poesia in versi dopo aver cessato l'attività di narratore. La raccolta dedicata alla guerra di secessione, Pezzi di battaglia (Battle Pieces), ebbe successo. Il successivo poema, Clarel, che tratta del pellegrinaggio di uno studente in Terra Santa, la più ambiziosa opera poetica di Melville, rimase invece pressoché sconosciuto ai suoi tempi, e anche tutt'oggi rimane poco letto.

## IlLeviathan melvillei
A Melville è stato dedicato il nome della specie di Leviathan melvillei, un cetaceo del Miocene affine ai moderni capodogli, con riferimento alla bestia protagonista del suo romanzo Moby Dick.

## Opere

### Romanzi
- Typee: A Peep at Polynesian Life, 1846 (Taipi)
- Omoo: A Narrative of Adventures in the South Seas, 1847 (Omoo: narrazione delle avventure nei mari del sud)
- Mardi: And a Voyage Thither, 1849 (Mardi e un viaggio laggiù)
- Redburn: His First Voyage, 1849 (Redburn: il suo primo viaggio)
- White-Jacket: or, The World in a Man-of-War 1850 (Giacchetta bianca)
  - trad. di Livio Crescenzi, Mattioli 1885, Fidenza 2016 ISBN 978-88-6261-551-8
- Moby-Dick or The Whale, 1851 (Moby Dick o la balena)
  - trad. di Cesare Pavese, Torino, Frassinelli, 1932; poi Milano, Adelphi, 1987
  - trad. di Cesare Giardini, Milano, Mondadori, 1951
  - trad. Cesarina Melandri Minoli, Torino, UTET, 1958; poi Milano, Mondadori, 1986; revisione della traduzione e note di Massimo Bacigalupo, Introduzione di Fernanda Pivano, Milano, Mondadori, 2007.
  - trad. di Nemi D'Agostino, Milano, Garzanti, 1966
  - trad. di Pina Sergi, Firenze, Sansoni, 1972; poi Milano, Rizzoli, 2004
  - trad. di Pietro Meneghelli, Roma, Newton, 1995
  - trad. di Bernardo Draghi, Milano, Frassinelli, 2001
  - trad. di Alessandro Ceni, Milano, Feltrinelli, 2007
  - trad. di Giuseppe Natale, Torino, UTET, 2010
  - trad. di Bianca Gioni, Milano, Dalai editore, 2011
  - trad. di Ottavio Fatica, Torino, Einaudi, 2015
- Pierre: or, The Ambiguities, 1852 (Pierre o delle ambiguità)
- Israel Potter: His Fifty Years of Exile, 1855 (Israel Potter: i suoi cinquant'anni di esilio)
- The Confidence-Man: His Masquerade, 1857 (L'uomo di fiducia: le sue truffe o L'impostore)
  - trad. di B. Draghi, Milano, Frassinelli, 2001
- Billy Budd, Sailor: An Inside Narrative, 1924 (Billy Budd marinaio: una narrazione dal di dentro)
  - trad. di Eugenio Montale (1942, come La storia di Billy Budd, poi come Billy Budd, gabbiere di parrocchetto)
  - libretto per opera musicale di Salvatore Quasimodo (1949, su musica di Giorgio Federico Ghedini)
  - libretto per opera musicale di E.M. Forster e Eric Crozier (1951, su musica di Benjamin Britten)

### Racconti
- Bartleby, the Scrivener (Bartleby lo scrivano), 1853, in The Piazza Tales (1856)
- Cock-A-Doodle-Doo!, (Il chicchirichì del nobile gallo Beneventano), 1853, in The Apple-Tree Table and Other Sketches (1922)
- The Encantadas, or Enchanted Isles, (Le Encantadas o le isole incantate), 1854, in The Piazza Tales
- Poor Man's Pudding and Rich Man's Crumbs, (Il budino del povero e le briciole del ricco), 1854, in The Apple-Tree Table and Other Sketches
- The Happy Failure, (Il fiasco felice), 1854, in The Apple-Tree Table and Other Sketches
- The Lightning-Rod Man, (L'uomo-parafulmine o Il venditore di parafulmini), 1854, in The Piazza Tales
- The Fiddler, (Il violinista), 1854, in The Apple-Tree Table and Other Sketches
- The Paradise of Bachelors and the Tartarus of Maids, (Il paradiso degli scapoli e il tartaro delle fanciulle), 1855, in The Apple-Tree Table and Other Sketches
- The Bell-Tower, (Il campanile), 1855, in The Piazza Tales
- Benito Cereno, 1855, in The Piazza Tales
- Jimmy Rose, 1855, in The Apple-Tree Table and Other Sketches
- The Gees, 1856, in The Apple-Tree Table and Other Sketches
- I and My Chimney, (Io e il mio camino), 1856, in The Apple-Tree Table and Other Sketches
- The Apple-Tree Table, (Il tavolo di melo), 1856, in The Apple-Tree Table and Other Sketches
- The Piazza, (La veranda), 1856, in The Piazza Tales
- The Two Temples, (I due templi), 1924, in Billy Budd and Other Prose Pieces
- Daniel Orme, 1924, in Billy Budd and Other Prose Pieces

### Poesia
- Pezzi di battaglia: aspetti della guerra (Battle Pieces: and Aspects of the War, 1866)
- Clarel: A Poem and Pilgrimage in the Holy Land, 1876 (Clarel : poema e pellegrinaggio in Terra Santa, trad. parziale di Elémire Zolla, Torino, Einaudi, 1965; poi Milano, Adelphi, 1993; unica traduzione italiana integrale a cura di Ruggero Bianchi, Torino, Einaudi, 1999)
- John Marr ed altri marinai (John Marr and Other Sailors, 1888)
- Timoleon (Timoleon and Other Ventures in Minor Verse, 1891)
- Napoli al tempo di re Bomba (Naples in the Time of Bomba as told by Major Jack Gentian)
- Billy coi braccialetti potrebbe essere stata scritta da lui.

### Altre opere
- Io e il mio camino, Mattioli 1885, Fidenza 2009 traduzione di Franca Brea ISBN 978-88-6261-099-5
- Viaggi e balene (scritti inediti; traduzione e cura di Fabrizio Bagatti), Firenze, Clichy, 2013
  - comprende: (Autentici aneddoti del “Vecchio Zack”; "Bozzetti di caccia alla balena; "Il viaggio di Francis Parkman"; "I leoni del mare"; "Una riflessione sulla rilegatura"; "Statue di Roma"; "I Mari del Sud"; "Sui viaggi")
- Diario di viaggio in Europa e nel Levante - Journal of a Visit to Europe and the Levant (postumo, nel 1955, ma risalente agli anni 1856-1857)
- Diario di viaggio a Londra e sul continente - Journal of a Visit to London and the Continent (postumo nel 1948 ma risalente agli anni 1849-1850)
- Frammenti da una scrivania, n.1 - Fragments from a Writing Desk, No. 1 (da Democratic Press, and Lansingburgh Advertiser, 4 maggio 1839)
- Frammenti da una scrivania, n.2 - Fragments from a Writing Desk, No. 2. (da Democratic Press, and Lansingburgh Advertiser, 18 maggio 1839)
- Incisioni di un viaggio su una baleniera- Etchings of a Whaling Cruise (da New York Literary World, 6 marzo 1847)
- Aneddoti autentici del «Vecchio Zac» - Authentic Anecdotes of «Old Zack» (da Yankee Doodle, II, settimanalmente da 24 luglio a 11 settembre 1847, tranne il 4 settembre).
- Il giro del signor Parkman - Mr Parkman's Tour (da New York Literary World, 31 marzo 1849).
- Il nuovo romanzo di Cooper - Cooper's New Novel (da New York Literary World, 28 aprile 1849).
- Riflessione sulle rilegature dei libri- A Thought on Book-Binding (da New York Literary World, 16 marzo 1850).
- Hawthorne e i suoi muschi- Hawthorne and His Mosses (da New York Literary World, 17 e 24 agosto 1850).
- Chicchirichì - Cock-A-Doodle-Doo! (da Harper's New Monthly Magazine, dicembre 1853).
- Il pudding del poverello e le briciole del riccone - Poor Man's Pudding and Rich Man's Crumbs (da Harper's New Monthly Magazine, giugno 1854).
- Un felice insuccesso - The Happy Failure (da Harper's New Monthly Magazine, luglio 1854).
- Il violinista o il manipolatore - The Fiddler (da Harper's New Monthly Magazine, settembre 1854).
- Il paradiso degli scapoli e l'inferno delle zitelle - The Paradise of Bachelors and the Tartarus of Maids (da Harper's New Monthly Magazine, aprile 1855).
- Jimmy Rose (da Harper's New Monthly Magazine, novembre 1855)
- I Gees - The «Gees» (da Harper's New Monthly Magazine, marzo 1856)
- Io e il caminetto - I and My Chimney (da Putnam's Monthly Magazine, marzo 1856).
- Il tavolo di legno di melo - The Apple-Tree Table (da Putnam's Monthly Magazine, maggio 1856).
- Prosa miscellanea - Uncollected Prose (1856)
- Statues of Rome - Statue di Roma (ciclo di conferenze, 1857)
- The South-Seas - I mari del sud (ciclo di conferenze, 1858)
- Viaggiare - To Travel (ciclo di conferenze, 1859)
- The Mutinity of Somers (1888)
- As They Fell (1890) (poi Weeds and Wildings Chiefly: With a Rose or Two)
- Daniel Orme (inedito pubblicato nel 1948)
- I due templi (postumo) - The Two Temples
- Frammenti inediti
  - Frammento (Fragment)
  - Jack Gentian
  - Il maggiore Gentian e il colonnello J. Bunkum (Major Gentian and Colonel J. Binkum)
  - Ritratto di gentiluomo (Portrait of a Gentleman)
  - Nota sui Cincinnati (The Cincinnati)
  - Il marchese de Grandvin (The Marquis de Grandvin)
  - Al maggiore John Gentian decano del Burgundy Club (To Major John Gentian, Dean of the Burgundy Club)
  - Sotto la rosa (Under the Rose)

### Lettere e opere complete
- The Complete Works of Herman Melville, a cura di Howard P. Vincent, Chicago-New York: Hendricks House, 1947 e seguenti, progetto di 14 volumi di cui ne sono usciti solo 7.
- Merrell R. Davis e William H. Gilman (a cura di), The Letters of Herman Melville, New Haven: Yale University Press, 1960.
- The Works of Herman Melville, London: Constable, 1922-1924, 16 volumi, n.ed. New York: Russell & Russell, 1963.
- The Writings of Herman Melville, Evanston-Chicago: Northwestern University Press, 1968-2017, 15 volumi.
- Complete Fiction and Other Prose Works, a cura di G. Thomas Tanselle, 3 volumi, New York: Library of America (numeri 1, 6 e 24), 1982-1985.

### Edizioni italiane delle raccolte di opere
- Racconti, a cura di Enzo Giachino, Torino: Einaudi, 1954. Nuova edizione, col titolo Billy Budd e altri racconti, ivi 1972.
- Opere scelte, a cura di Claudio Gorlier, Milano: Mondadori "I Meridiani", 1972-1975, 2 volumi.
- Tutte le opere narrative, a cura di Ruggero Bianchi, Milano: Mursia, 1986-1992, 7 volumi.
- Opere, a cura di Massimo Bacigalupo, Milano: Mondadori "Oscar Grandi Classici", 1991, 2 volumi.
- Lettere a Hawthorne, trad. it. di Giuseppe Nori, con testo a fronte, Macerata, Liberilibri, 1994 (Seconda edizione aggiornata e rivista, Macerata, Liberilibri, 2019)